# Ксантен (град)
Ксантен (њем. Xanten) град је у њемачкој савезној држави Северна Рајна-Вестфалија. Једно је од 12 општинских средишта округа Везел. Према процјени из 2010. у граду је живјело 21.531 становника. Посједује регионалну шифру (AGS) 5170052, NUTS (DEA1F) и LOCODE (DE XTE) код.

## Географски и демографски подаци
Ксантен се налази у савезној држави Северна Рајна-Вестфалија у округу Везел. Град се налази на надморској висини од 22 метра. Површина општине износи 72,4 km². У самом граду је, према процјени из 2010. године, живјело 21.531 становника. Просјечна густина становништва износи 297 становника/km².

## Међународна сарадња
| Мјесто | Држава                         | Врста сарадње | Од    |
| ------ | ------------------------------ | ------------- | ----- |
|        | Палестинска Народна Самоуправа | контакт       | 2009. |
|        | Француска                      | партнерство   | 2002. |
| Гел    | Белгија                        | партнерство   | 1990. |
| Извор  |                                |               |       |